# Here Am I
A Here Am I Bonnie Tyler 6. kislemeze, amely 1978 április 7-én jelent meg az RCA kiadó gondozásában. A dallamos country-rock sláger Norvégiában a toplista 4., míg Németországban a 18. helyet szerezte meg magának. Ez a dal Bonnie Tyler hetvenes években megjelent klasszikus sikerdalai közé tartozik. A dal a nagylemezen és 7"-es bakelit kislemez formátumban jelent meg. A lemez B oldalán, a Don't Stop the Music című dal hallható, amely nem jelent meg nagylemezen.

## Toplista
| Here Am I   | Legjobb helyezés |
| ----------- | ---------------- |
| Norvégia    | 4                |
| Németország | 18               |

## Kislemez
| #   | Dalcím               | Zeneszerző                 | Producer                   | Hossz |
| --- | -------------------- | -------------------------- | -------------------------- | ----- |
| A/1 | Here Am I            | Ronnie Scott / Steve Wolfe | Ronnie Scott / Steve Wolfe | 3:45  |
| B/1 | Don't Stop The Music | Ronnie Scott / Steve Wolfe | Ronnie Scott / Steve Wolfe | 3:15  |